# Adolphe Millot
Adolphe Philippe Millot (* 1. Mai 1857 in Paris; † 18. Dezember 1921 ebenda) war ein französischer Maler, Grafiker und Insektenkundler.
Er arbeitete für die Éditions Larousse, wo er vor allem für das Petit Larousse viele Zeichnungen zu naturgeschichtlichen Themen anfertigte. Ebenso war Adolphe Philippe Millot Senior-Illustrator des Pariser Naturkundemuseums Muséum national d’histoire naturelle. Des Weiteren war Millot Mitglied des Salon des Artistes Français (lobende Erwähnung, 1891) und der Société entomologique de France.

## Galerie

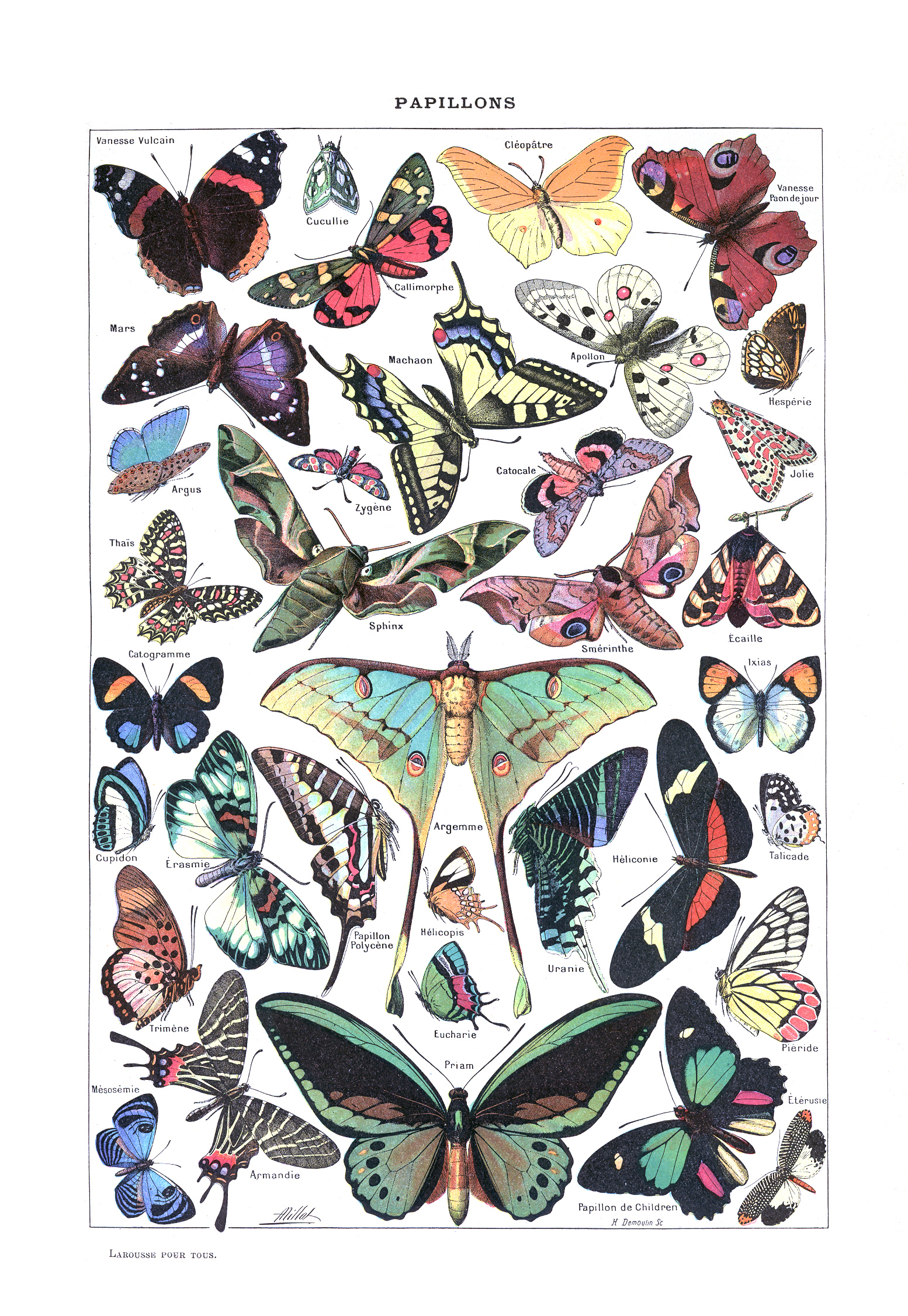
Schmetterlinge Larousse pour tous 1907–1910
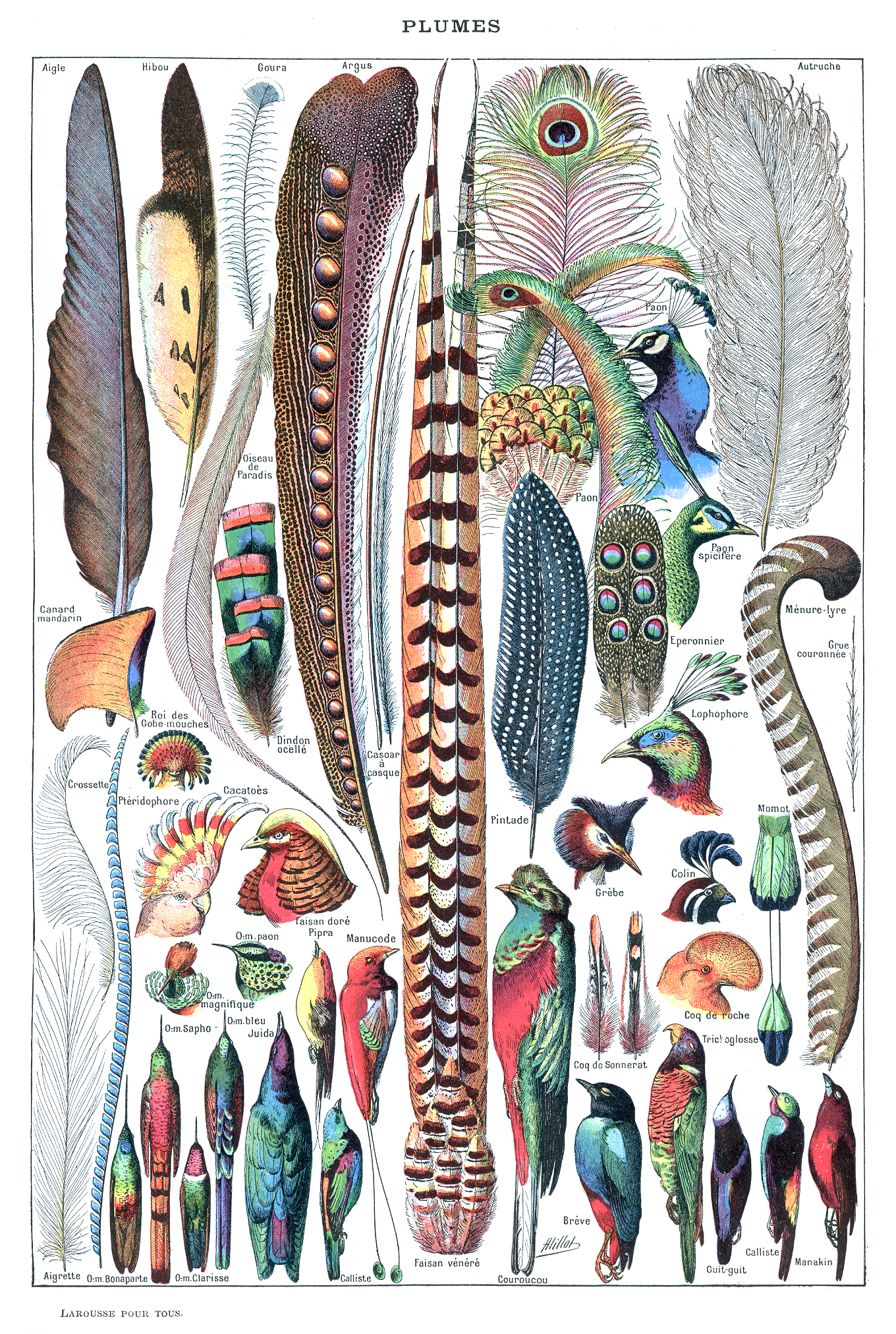
Federarten Larousse pour tous 1907–1910
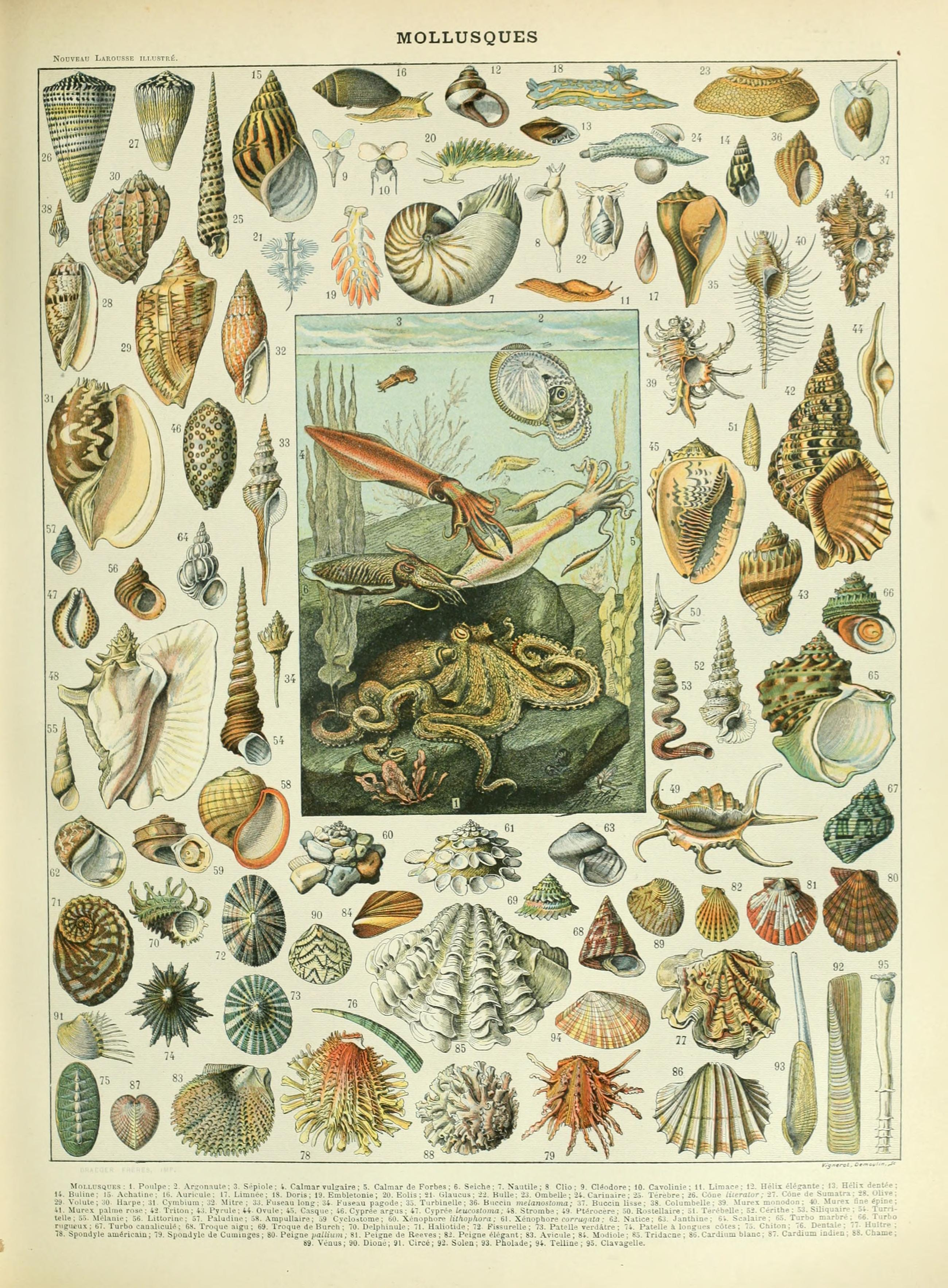
Weichtiere Larousse pour tous 1907–1910
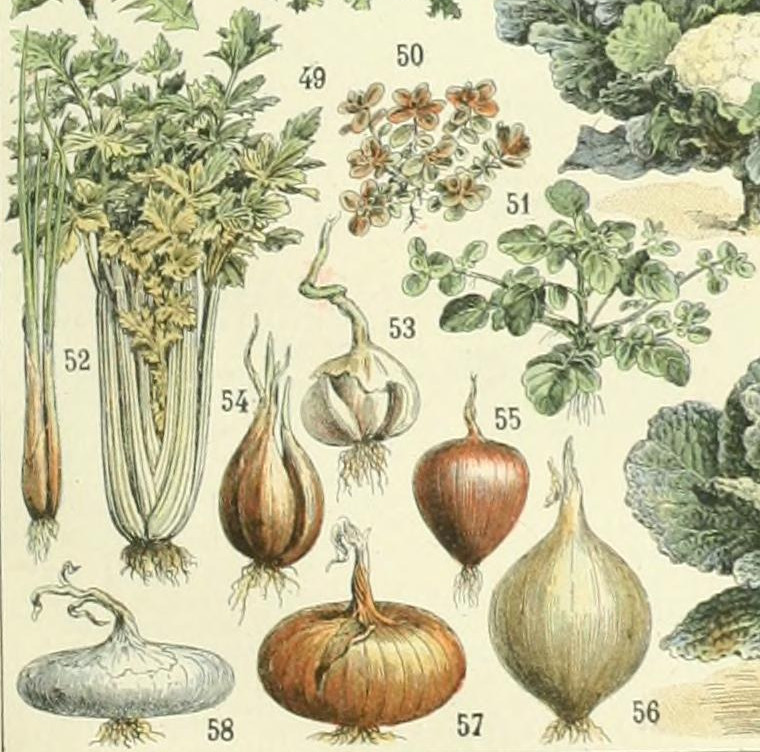
Gemüsedarstellungen im Verlag Pierre Larousse
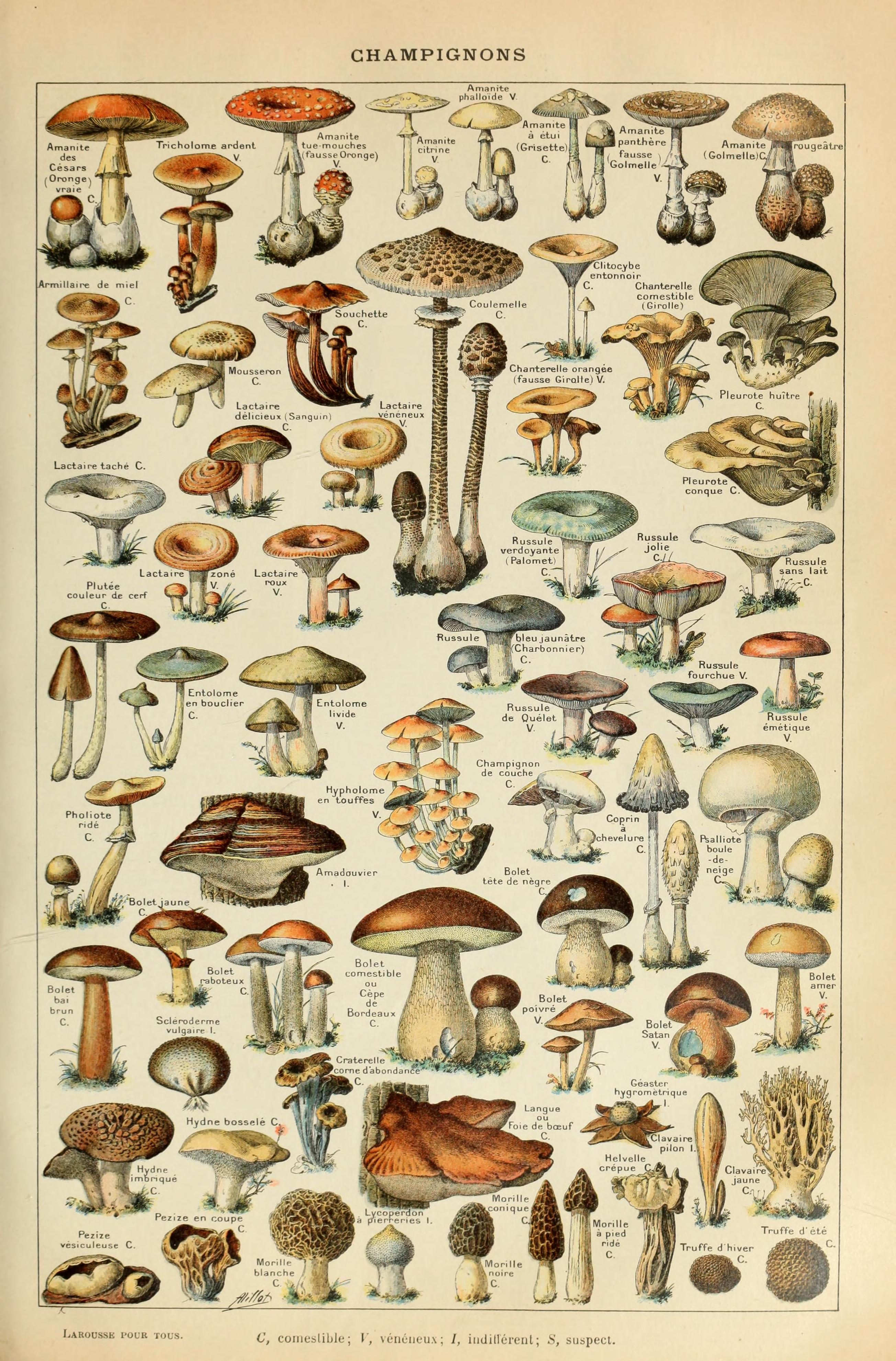
Pilze Larousse pour tous 1907–1910
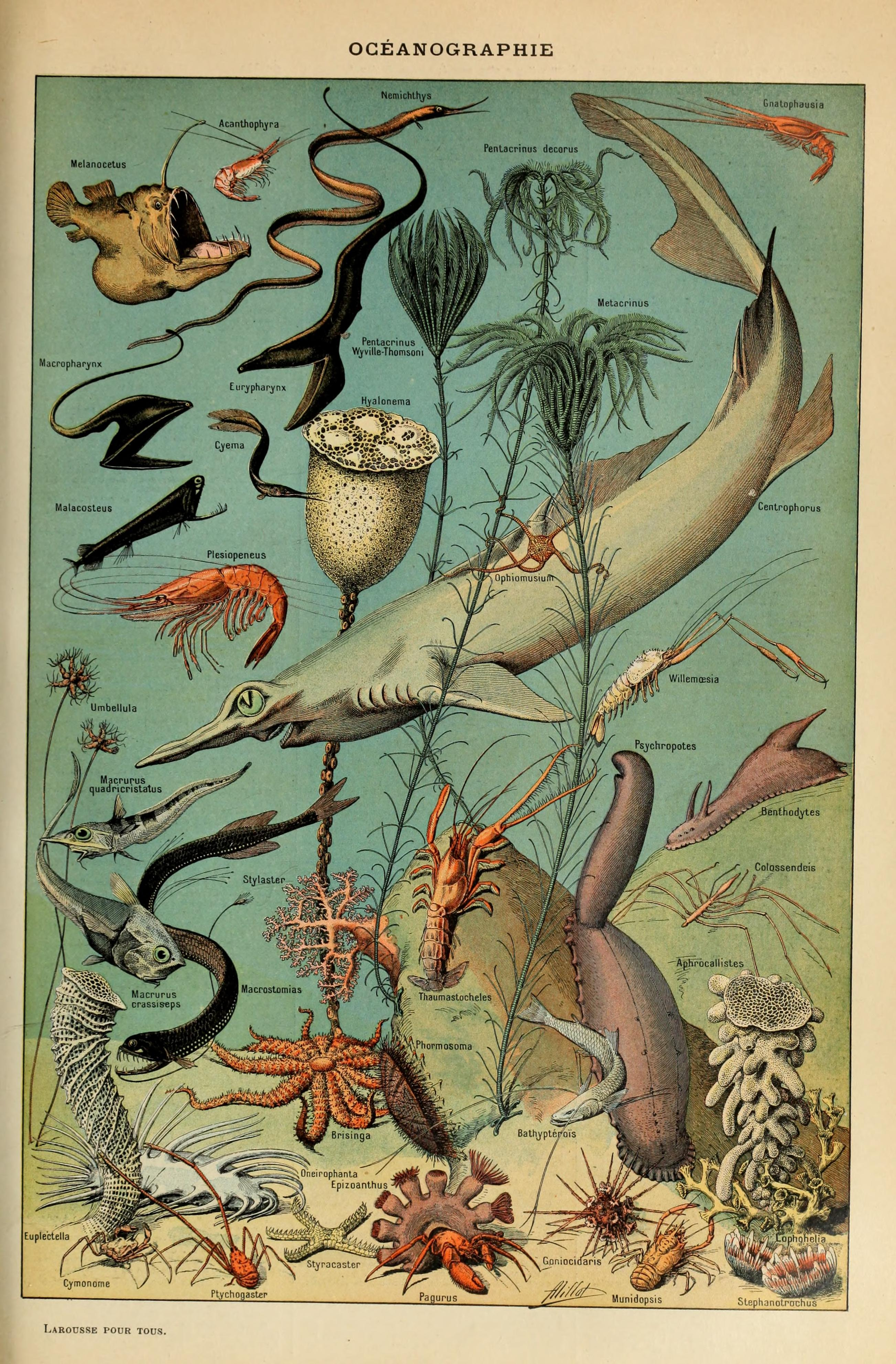
Ozeanografie Larousse pour tous 1907–1910
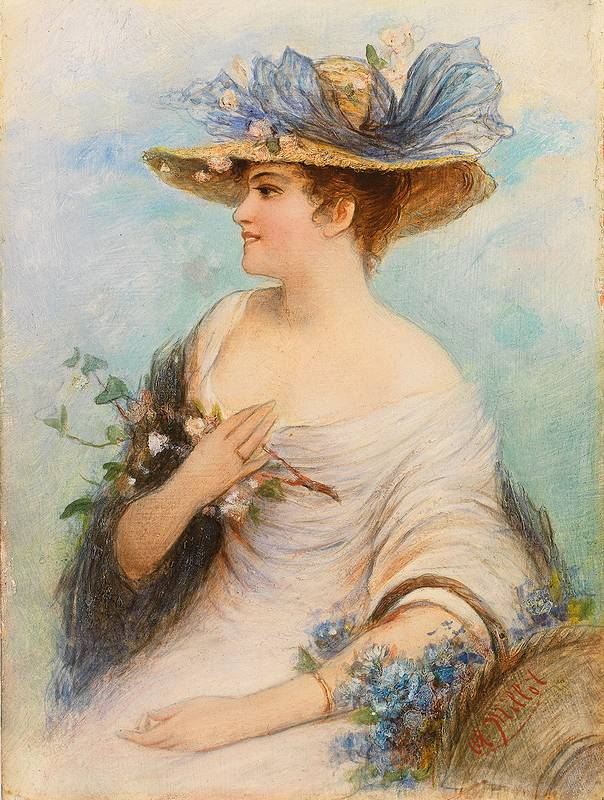
Porträt eines Mädchens